# Rio Machiquila
Rio Machiquila är ett vattendrag i Belize. Det ligger i den sydvästra delen av landet, 170 km sydväst om huvudstaden Belmopan.
Omgivningarna runt Rio Machiquila är en mosaik av jordbruksmark och naturlig växtlighet. Runt Rio Machiquila är det glesbefolkat, med 15 invånare per kvadratkilometer.